# Pinkerton (album)
Pinkerton è il secondo album in studio del gruppo musicale statunitense Weezer, pubblicato il 24 settembre 1996 dalla Geffen Records.

## Il disco
All'atto della pubblicazione ebbe una scarsa considerazione da parte della critica, e le vendite furono molto inferiori a quelle dell'album di esordio (The Blue Album): colpa di un sound più ruvido, pesante e sperimentale, con testi più cupi ed espliciti. Questi aspetti rendono Pinkerton molto meno "pop" rispetto al lavoro precedente e, alla sua uscita, i lettori della rivista Rolling Stone lo hanno dichiarato "il terzo peggior disco del 1996" . Col tempo però è stato rivalutato sia dalla critica che dal pubblico, che lo hanno definito disco influente per molte band emo successive.
La rivista Spin l'ha classificato al 61º posto tra i migliori album degli anni 1985-2005.

## Pubblicazioni e demo
La copertina dell'album è una versione modificata di Kambara yoru no yuki, una xilografia realizzato dall'artista giapponese ukiyo-e Hiroshige ed incluso nella raccolta Cinquantatré stazioni del Tōkaidō.
L'album è stampato su "vinile traslucido blu scuro con marmorizzazione nera" ed è confezionato in un manicotto personalizzato con arte pop-out, un foglio lirico personalizzato, un'opera dal pittore giapponese Fuco Ueda e una ricetta per il cocktail di sake.

## Tracce
1. Tired of Sex – 3:01
2. Getchoo – 2:52
3. No Other One – 3:01
4. Why Bother? – 2:08
5. Across the Sea – 4:32
6. The Good Life – 4:17
7. El Scorcho – 4:03
8. Pink Triangle – 3:58
9. Falling for You – 3:47
10. Butterfly – 2:53

## Formazione
- Rivers Cuomo - voce, chitarra solista
- Brian Bell - chitarra ritmica
- Matt Sharp - basso
- Patrick Wilson - batteria, percussioni

## Classifiche
| Classifica (1996) | Posizione massima |
| ----------------- | ----------------- |
| Australia         | 38                |
| Austria           | 41                |
| Canada            | 15                |
| Finlandia         | 35                |
| Germania          | 65                |
| Giappone          | 47                |
| Norvegia          | 18                |
| Nuova Zelanda     | 11                |
| Paesi Bassi       | 94                |
| Regno Unito       | 43                |
| Stati Uniti       | 19                |
| Svezia            | 4                 |